# Partit de l'Aliança d'Irlanda del Nord
Partit de l'Aliança d'Irlanda del Nord (APNI) és un partit polític d'Irlanda del Nord, fundat el 1970 per unionistes partidaris de les reformes de Terence O'Neill, i que pretén superar la diferència entre les comunitats catòlica i protestant i fer de pont entre ambdúes. Manté lligams amb els Liberal Demòcrates i és membre de la Internacional Liberal i del Partit dels Liberals Demòcrates i Reformistes Europeus. Creu que el causant dels problemes, més que la divisió política d'Irlanda, és la divisió entre catòlics i protestants, i que cal superar-la 

## Creació
Fou fundat mitjançant els esforços del Moviment Nou Ulster (NUM), fundat el 1969 amb la pretensió de fer de grup de pressió dins el Partit Unionista de l'Ulster perquè acceptés les reformes d'O’Neill. La seva impossibilitat els va dur el 21 d'abril de 1970 a constituir-se en nou partit que fos una alternativa no sectària al PUU i al NILP. És partidari de l'unionisme, però basat en els lligams econòmics més que no en els ètnics i sota el principi del consens.
El 1972 se li van unir tres diputats del Stormont (un PUU, un nacionalista i un independent) i un unionista de Westminster (Stratton Mills). A les eleccions de districte de 1973 va treure el 13,6% dels vots i a les generals de 1973 el 9,2% i 8 escons; Oliver Napier i Bob Cooper formaren part del govern que es va dissoldre el 1974, A les eleccions de districte de 1977 treuen el 14,4% i 74 consellers. A les eleccions al Parlament del Regne Unit de 1979 Oliver Napier va estar a punt d'obtenir escó a Westminster, però el guanyà Peter Robinson (DUP) per 928 vots.

## Evolució posterior
La seva progressió es va veure danyada per la vaga de fam de l'IRA de 1981, que va polaritzar la política i alçà el Sinn Féin com a alternativa política. Va donar suport l'Acord Anglo-Irlandès de 1985. A les eleccions al Parlament del Regne Unit de 1987 va treure el 10% dels vots, i John Alderdice el 32% a West Belfast. El 1988 publicà una nota mostrant-se favorable a la devolució de poders amb consens.
Després de l'alto el foc de l'IRA de 1994 fou el primer partit no catòlic en dialogar amb el Sinn Féin i va donar suport als Acords de Divendres Sant. Nogensmenys, va obtenir mals resultats a les eleccions per al Fòrum d'Irlanda del Nord de 1996 i a les de 1998, on va obtenir el 6,5% i 6 escons. Fou perjudicat per l'aparició d'una nova força centrista i transcomunitària, la Coalició de Dones d'Irlanda del Nord (NIWC), per la moderació recent tant del Sinn Féin com PUU, i les noves normes de l‘Assemblea d'Irlanda del Nord, que facilitava la formació de blocs. Alderdice va dimitir poc després i nomenaren Séan Neeson, qui dimití el 2001 i substituït per David Ford, diputat per South Antrim.
A les eleccions generals d'Irlanda del Nord de 2003 va mantenir resultats però baixà al 3,7%, mentre que NIWC va perdre'n. A les eleccions al Parlament del Regne Unit de 2005 va obtenir el 3,9%, i a les locals 2005 el 5% i 30 consellers locals. A les generals de 2007 obté el 5,2% i 6 escons, però el seu vot es concentra en el Gran Belfast i Coleraine, i es perd al districte d'Antrim.

## Líders de l'Aliança
- Phelim O'Neill 1972
- Oliver Napier 1972-1984
- John Cushnahan 1984-1987
- John Alderdice 1987-1998
- Seán Neeson 1998-2001
- David Ford 2001-present